# Tegneserier i USA
En Amerikansk tegneserie er et tyndt periodikum med oprindelse i USA på i gennemsnit 32 sider, der indeholder tegneserier. Selvom formen stammer fra 1933, fik amerikanske tegneserier først popularitet efter udgivelsen af Action Comics i 1938, der omfattede debut af superhelten Superman. Dette blev efterfulgt af et superhelte boom, der varede indtil slutningen af Anden Verdenskrig. Efter krigen, mens superhelte blev marginaliseret, ekspanderede tegneserieindustrien hurtigt, og genrer som rædsel, kriminalitet, science fiction og romantik blev populære. 1950'erne så et gradvis fald i salget på grund af et skift væk fra trykte medier i kølvandet på fjernsynet og virkningen af Comics Code Authority. Slutningen af 1950'ere og 1960'ere oplevede en genoplivning af superhelte, og superhelte forblev den dominerende karakterarketype i slutningen af det 20. århundrede ind i det 21. århundrede.
Nogle fans samler på tegneserier, hvilket hjælper med at øge deres værdi. Nogle har solgt for over 1 million US$. Tegneseriebutikker henvender sig til fans, og sælger tegneserier, plastærmer ("poser") og papbeklædning ("bræt") for at beskytte tegneserierne.
En amerikansk tegneseriebog kendes også som en 'floppy tegneserie'. Den er typisk tynd og hæftet, i modsætning til traditionelle bøger. Amerikanske tegneserier er en af de tre store tegneserieindustrier globalt sammen med japansk manga og fransk-belgiske tegneserier.